# España otra vez
España otra vez (auf Deutsch: Noch einmal Spanien) ist ein 1968 entstandenes, spanisches Filmdrama von Jaime Jamino mit dem Hollywood-Schauspieler Mark Stevens und seiner deutschen Kollegin Marianne Koch, deren vorletzter Film dies war, in den Hauptrollen. Drei, vier Jahre zuvor hatten beide Schauspieler bereits in den europäischen Streifen Der Fall X 701 und Vergeltung in Catano gemeinsam vor der Kamera gestanden.

## Handlung
Spanien, in den ausgehenden 1960er Jahren. Der berühmte amerikanische Neurochirurg Dr. David Foster kehrt nach drei Jahrzehnten Abwesenheit in Begleitung seiner Frau Kathy nach Barcelona zurück, um an einer internationalen Mediziner-Konferenz teilzunehmen. Es gibt aber auch einen anderen, einen privateren Grund für seine Wiederkehr: Einst diente Foster als junger Arzt in den ausgehenden 1930er Jahren während des Spanischen Bürgerkriegs in den Internationalen Brigaden. David will seinen Spanien-Aufenthalt auch dazu nutzen, seine einstige Liebe Maria wieder zu finden, die damals als Krankenschwester die Verwundeten versorgte. David stößt jedoch nur auf Marias Tochter, die gleichfalls Maria heißt, und sich ganz dem Flamenco-Tanz verschrieben hat. Zwischen David und der jungen Frau entwickelt sich bald eine leidenschaftliche Anziehungskraft. Der Weg der Erinnerungen zurück in die Vergangenheit läuft für Foster nicht ohne Schmerzen ab.

## Produktionsnotizen
España otra vez entstand vor Ort in Spanien und wurde dort im begrenzten Umfang 1968 uraufgeführt. Massenstart war am 3. Februar 1969. Trotz der Mitwirkung Marianne Kochs war dieser Film nie in Deutschland (weder Kino noch Fernsehen) zu sehen.
Für den Amerikaner Alvah Bessie, der an dem Drehbuch beteiligt gewesen war, war dieser Film eine Reise in die eigene Vergangenheit, als er als Kommunist und Republik-Verteidiger auf Seiten der Internationalen Brigaden gegen die Faschisten unter Franco gekämpft hatte.
Der Film war während der Filmfestspiele in Cannes 1969 für die Goldene Palme nominiert.

## Kritiken
„Einer der wenigen Versuche einer kritischen Analyse der spanischen Wirklichkeit, die in den 60er Jahren zustande kamen.“

„Camino nimmt das Thema des Bürgerkriegs wieder auf, wenn auch aus einer Situation, die während der forcierten Entwicklungspolitik auftritt; der Film konnte trotz der üblichen Zensurschwierigkeiten veröffentlicht werden.“